# Diaphoromorpha
Diaphoromorpha is een geslacht van vlinders van de familie spinners (Lasiocampidae).

## Soorten
- D. bellescripta De Lajonquière, 1973
- D. pumilio De Lajonquière, 1972
- D. tamsi (Viette, 1962)